# 吳鋆
吳鋆（1452年—1499年），字汝礪，直隸蘇州府吳江縣人，民籍，明朝政治人物。

## 生平
成化十三年（1477年）丁酉科應天府鄉試第一百三十二名舉人。成化二十三年（1487年）中式丁未科會試第一百六十四名，二甲第一百零一名進士。授兵部主事，累陞武庫司郎中，因積勞成疾，卒於官，年四十八。

## 家族
曾祖吳為；祖父吳效；父吳璩，母李氏。具庆下。弟吳鎣（贡士）。